# Sporophila nigricollis
Sporophila nigricollis là một loài chim trong họ Thraupidae.